# Plac Teatralny (obraz Marcina Zaleskiego)
Plac Teatralny – obraz olejny namalowany w 1838 przez Marcina Zaleskiego.

## Informacje katalogowe
Obraz powstał w 1838 r. Artysta przedstawił Plac Teatralny w Warszawie wraz z budynkami takimi jak: Teatr Wielki, Pałac Jabłonowskich czy kamienica Petyskusa. Warszawa była wówczas jednym z miast Imperium Rosyjskiego, po powstaniu listopadowym autonomia Królestwa Kongresowego została znacznie ograniczona. Dzieło o wymiarach 81 × 123 cm jest sygnowane w dolnym lewym rogu: M. Zaleski 1838. Artysta użył farby olejnej, malując na płótnie. Muzealny numer katalogowy: MHW 18197. Znajduje się w zbiorach Muzeum Warszawy.

## Filatelistyka
Poczta Polska wyemitowała 24 lutego 1983 r. znaczek pocztowy przedstawiający obraz Marcina Zaleskiego Plac Teatralny. Na znaczku umieszczony był napis: 150 LAT TEATRU WIELKIEGO. Autorem projektu znaczka był Stefan Małecki. Znaczek wydano techniką rotograwiury na papierze kredowym. Nominał wynosił 6 zł. Znaczek pozostawał w obiegu do 31 grudnia 1994 r.